# Begraafplaats van Thiant
De Begraafplaats van Thiant is een gemeentelijke begraafplaats in de Franse gemeente Thiant in het Noorderdepartement. De begraafplaats bevindt zich in het oosten van de gemeente, langs de weg naar Maing.

## Britse oorlogsgraven
Op de begraafplaats bevindt zich een Brits militaire perk met gesneuvelden uit de Eerste Wereldoorlog. Er liggen 72 gesneuvelde Britten, van wie er 3 niet geïdentificeerd zijn. De meesten sneuvelden in oktober en november 1918. Het perk is 298 m² groot. Vlak bij de oorlogsgraven staat ook een Cross of Sacrifice. De begraafplaats wordt onderhouden door de Commonwealth War Graves Commission. In de CWGC-registers is de begraafplaats opgenomen als Thiant Communal Cemetery.